# Metaloplastyka

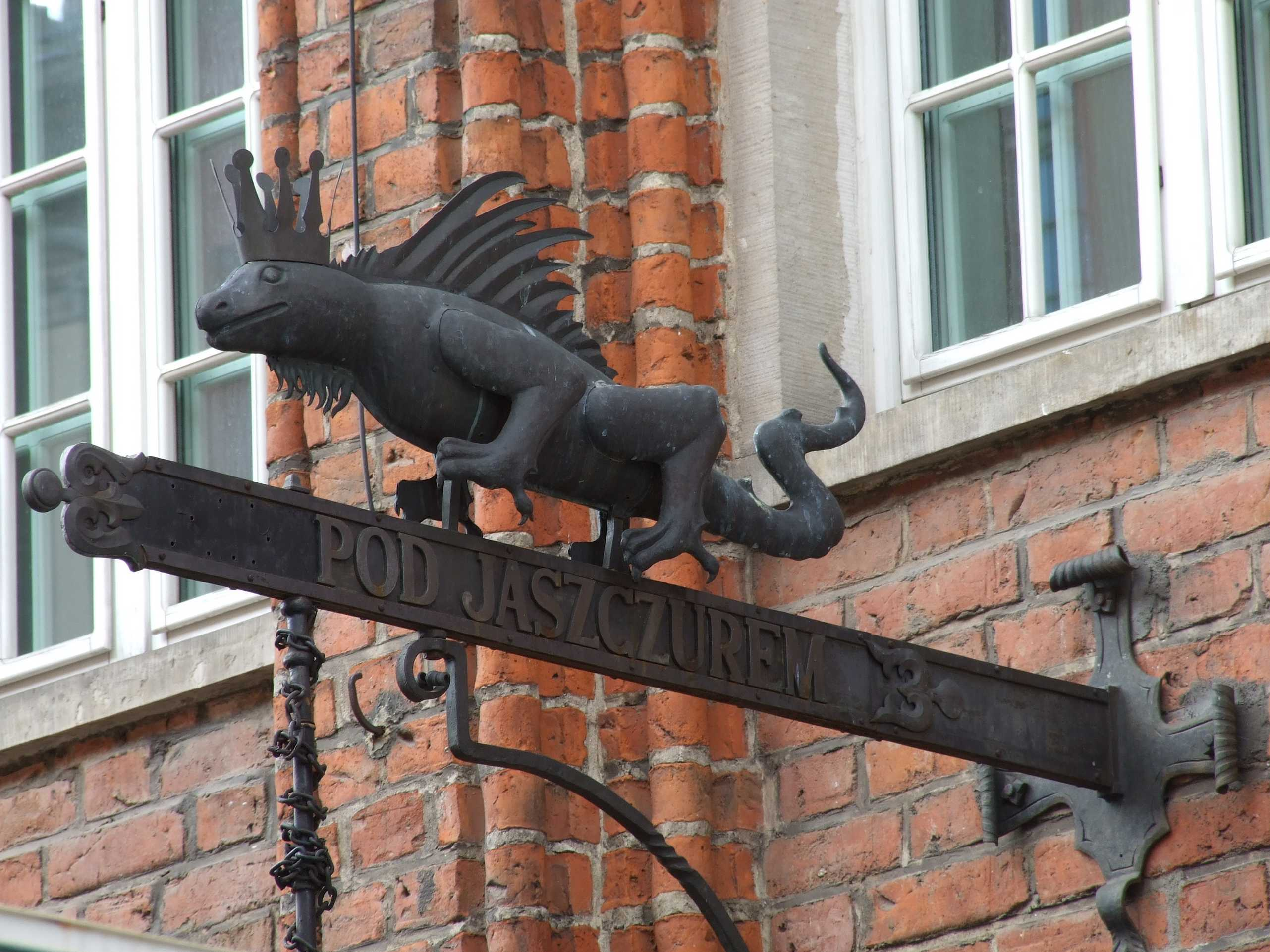
Szyld na budynku przy ulicy Długiej w Gdańsku

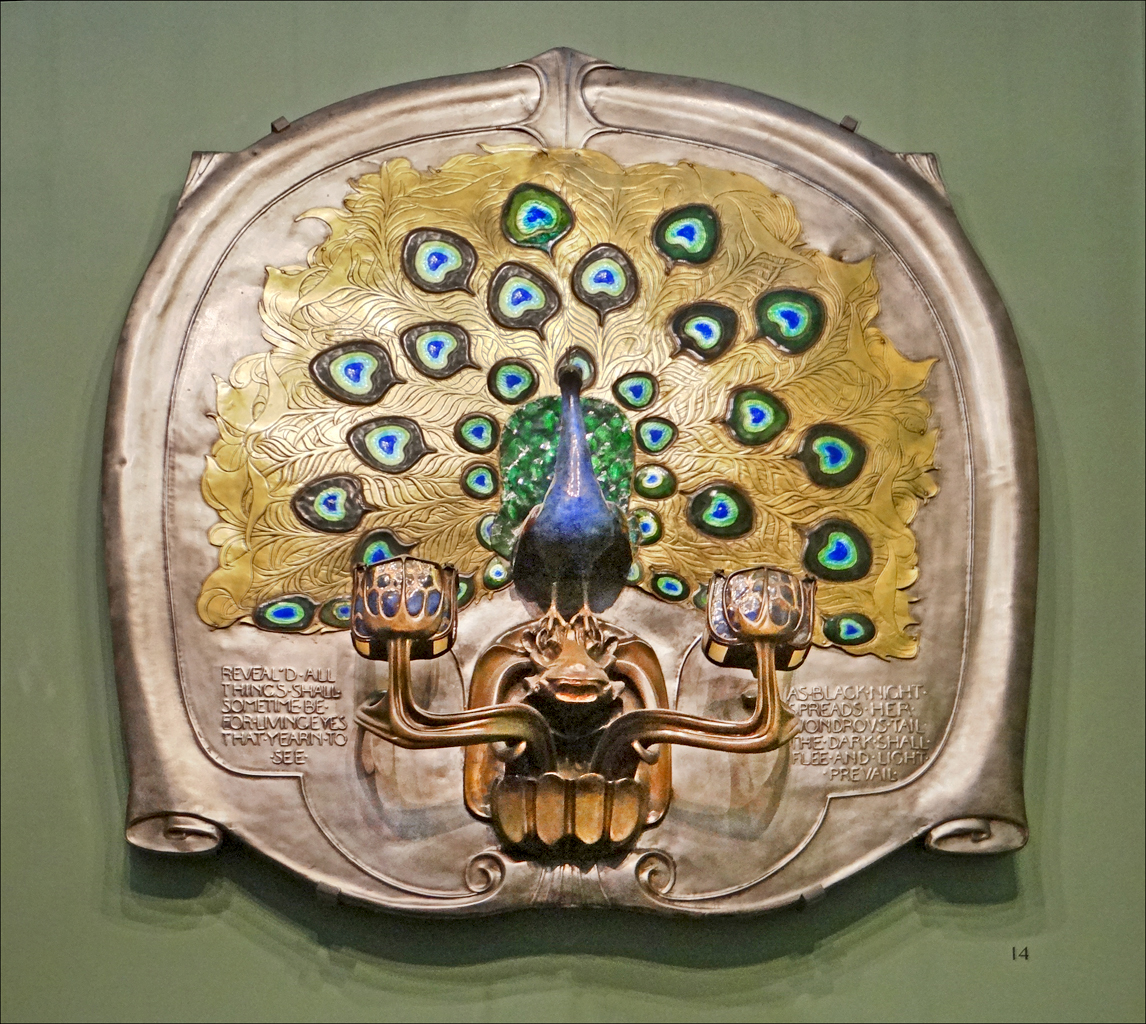
Secesyjny kinkiet (Charles Robert Ashbee)

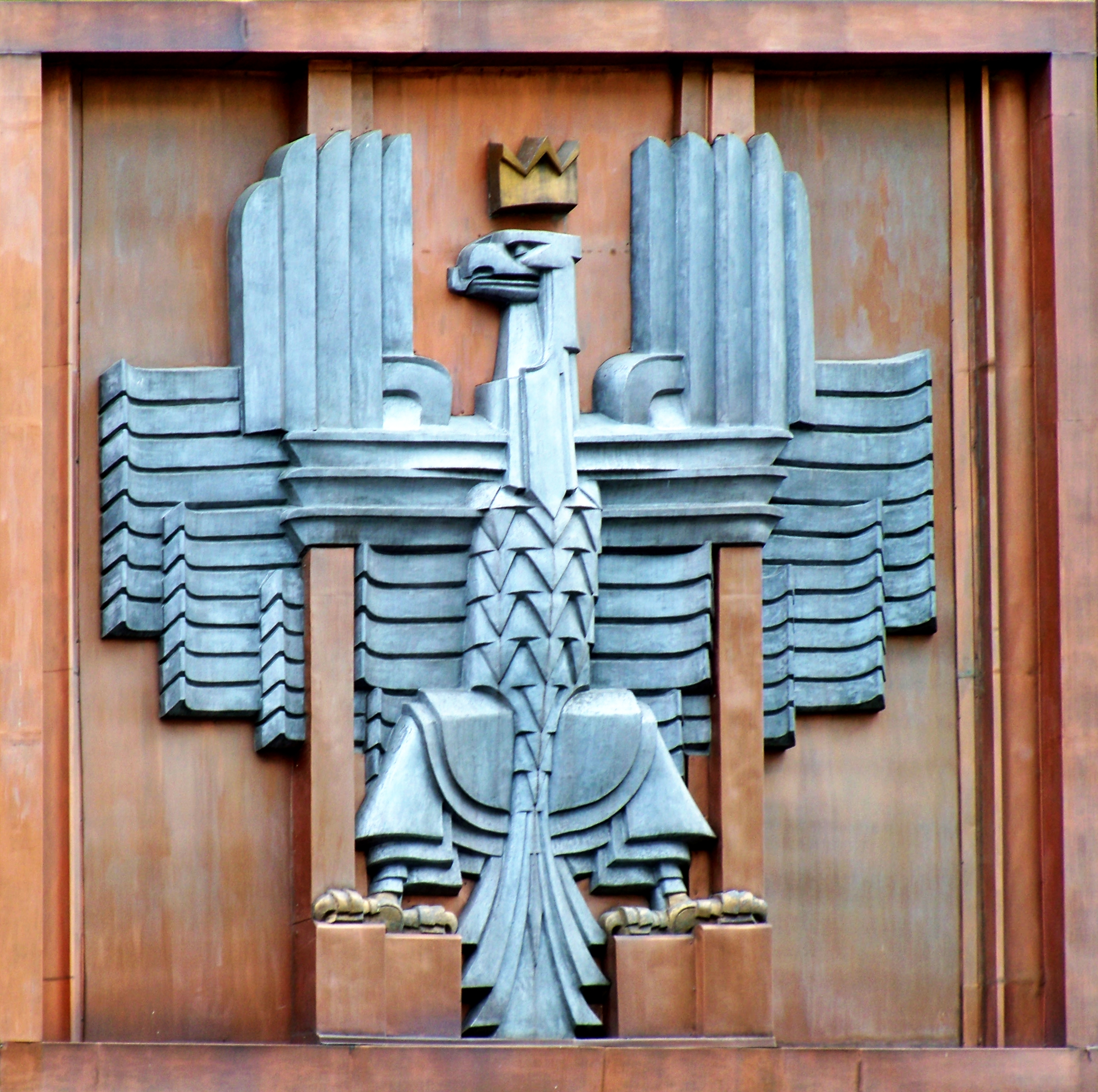
Godło Polski w stylu art déco (Jan Goliński) na fasadzie modernistycznego budynku Urzędu Telekomunikacyjnego i Telegraficznego w Warszawie (architekt Julian Puterman-Sadłowski 1934)

Metaloplastyka – dziedzina twórczości obejmująca wyrób artystycznych przedmiotów z metalu, jak również przedmioty wykonane tą techniką. Dziełem metaloplastyki mogą być przedmioty użytkowe (lampy, świeczniki, szyldy, kraty itp.) lub dekoracyjne (rzeźby, płaskorzeźby, kompozycje abstrakcyjne). Termin stosowany w sztuce współczesnej, zastosowany po raz pierwszy w latach 20 XX wieku. 
Niektóre definicje ograniczają metaloplastykę do technik kształtowania metalu na zimno (ślusarstwo artystyczne). W pojęciu szerokim metaloplastyka obejmuje również kowalstwo artystyczne, złotnictwo oraz wszystkie inne techniki obróbki metali znane od starożytności.

## Historia

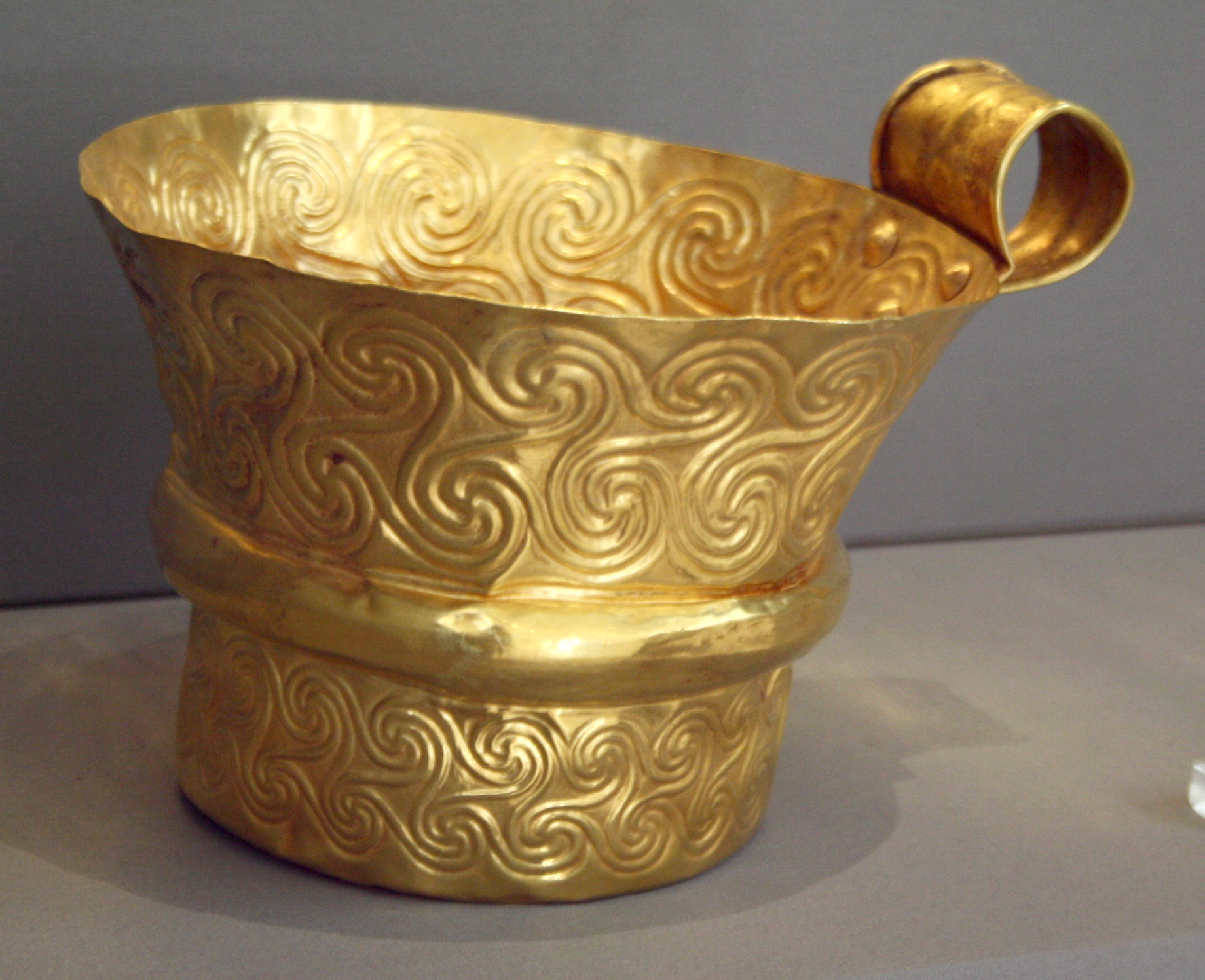
Złote naczynie z Myken, Narodowe Muzeum Archeologiczne w Atenach

Pomimo że termin „metaloplastyka” stosowany jest przede wszystkim w sztuce współczesnej, techniki w niej stosowane są rozwijane od czasów prehistorycznych, a za najstarsze jej przykłady uznać można uznać artystyczne ozdoby z brązu (bransolety, klamry, szpile i inne) zdobione motywami giętymi (koła, spirale), a także przedmioty codziennego użytku takie jak noże czy naczynia sakralne. Ważnym etapem w rozwoju metaloplastyki było wynalezienie sposobu wytopu żelaza i jego obróbki. Przedmioty wykonywane z żelaza ozdabiane były motywami geometrycznymi lub figuralnymi, rytymi, wytłaczanymi lub pełnoplastycznymi (na przykład zakończenia trzonków noży). Popularną w starożytności techniką wyrobu przedmiotów z metalu było kucie na zimno, znane były również techniki odlewnicze. W starożytnym Egipcie przedmioty artystyczne wyrabiano nie tylko z brązu, ale również miedzi, złota, srebra. Wyroby z miedzi obrabianej młotkami są szczególnie charakterystyczne dla sztuki etruskiej. W starożytnej Grecji znane były już techniki spawania, grawerowania i łączenia materiałów (np. brązu z marmurem). Wśród metalowych przedmiotów wytwarzanych w starożytnym Rzymie na szczególną uwagę zasługują polerowane lustra, okazałe puchary czy elementy stroju (naramienniki, pasy). W okresie średniowiecza coraz bardziej popularne stawały się techniki przybyłe do Europy z Azji, takie jak inkrustowanie złotem czy srebrem. Do najwspanialszych dzieł metaloplastyki średniowiecznej zaliczyć można drzwi katedr zdobione scenami z życia Chrystusa czy świętych (katedra w Gnieźnie, katedra w Benewencie, katedra w Monreale i inne). Wielki rozwój następuje również w dziedzinie kowalstwa architektonicznego (kraty, okucia drzwi, balkony, schody, balustrady, obudowy studni i inne). Wszystkie techniki wyrobu artystycznych i użytkowych przedmiotów z metalu były kontynuowane i rozwijane w czasach nowożytnych i w sztuce nowoczesnej.

## Techniki
W skład technik metaloplastycznych wchodzą:
- Obróbka metali na zimno (ślusarstwo artystyczne), które obejmuje:
  - kucie (narzędzia: młotek);
  - wyginanie, skręcanie, zwijanie (narzędzia: szczypce płaskie i okrągłe);
  - prostowanie (narzędzia: młotki różnego rodzaju, gładziki);
  - cięcie (narzędzia: ścinak, wycinak, młotek, nożyce, piłka ręczna i mechaniczna);
  - wytłaczanie (narzędzia: młotki do wytłaczania);
  - wyklepywanie (narzędzia: klepadła, stemple);
  - piłowanie (narzędzia: pilniki, tarniki);
  - wiercenie (narzędzia wiertarka ręczna, wiertarka mechaniczna);
  - łączenie (spawanie, lutowanie).

- Obróbka metali na ciepło (kowalstwo artystyczne).

- Odlewnictwo.

- Techniki dekoracyjne takie jak grawerstwo, emalierstwo, inkrustacja czy galwanizacja.

## Metaloplastyka użytkowa
Dzisiaj metaloplastyka w dużej mierze zajmuje użytkową funkcje w domach i ogrodach. Od dekoracji ściennych, przez kwietniki, lustra, aż po świeczniki. Metaloplastyka użytkowa odbiega od formy artystycznej sposobem produkcji, gdzie ma on nacechowanie uproszczone i kierowane do masowej publiczności. W związku z tym samo formowanie elementów jest wykonywane bardziej odtwórczo, unikając kamieni ozdobnych, czy też dodatkowych elementów, które sprawiałyby problem przy większej skali. Metaloplastyka to również różnego rodzaju ozdoby dachowe takie jak szpice, wiatrowskazy, rzygacze czy drykarstwo (np. kule i półkule).